# Gilberto Salvador
Gilberto Orcioli Salvador (São Paulo, 16 de dezembro de 1946), mais conhecido como Gilberto Salvador, é um pintor, desenhista, gravador, arquiteto e professor brasileiro.

## Biografia e carreira

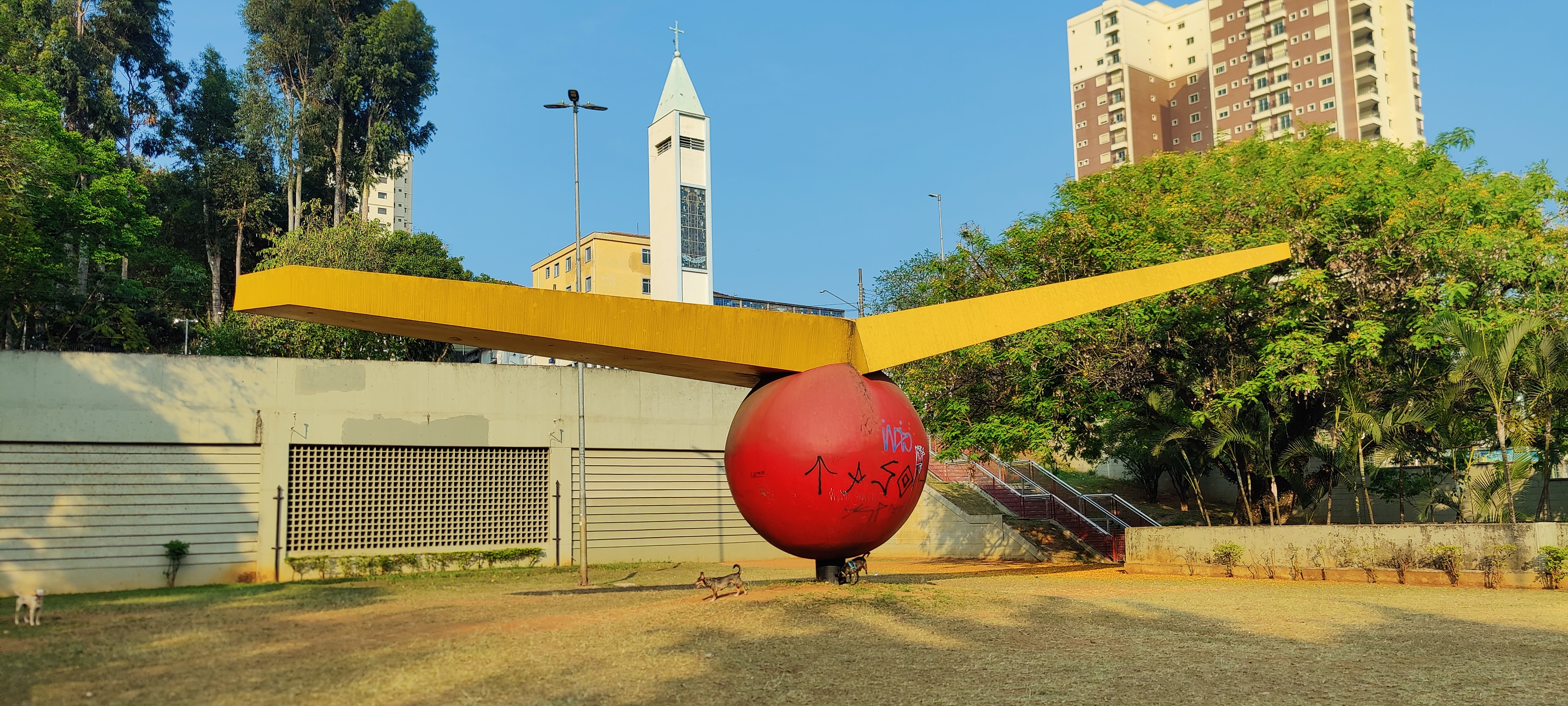
Obra Voo de Xangô na Estação Jardim São Paulo-Ayrton Senna, São Paulo

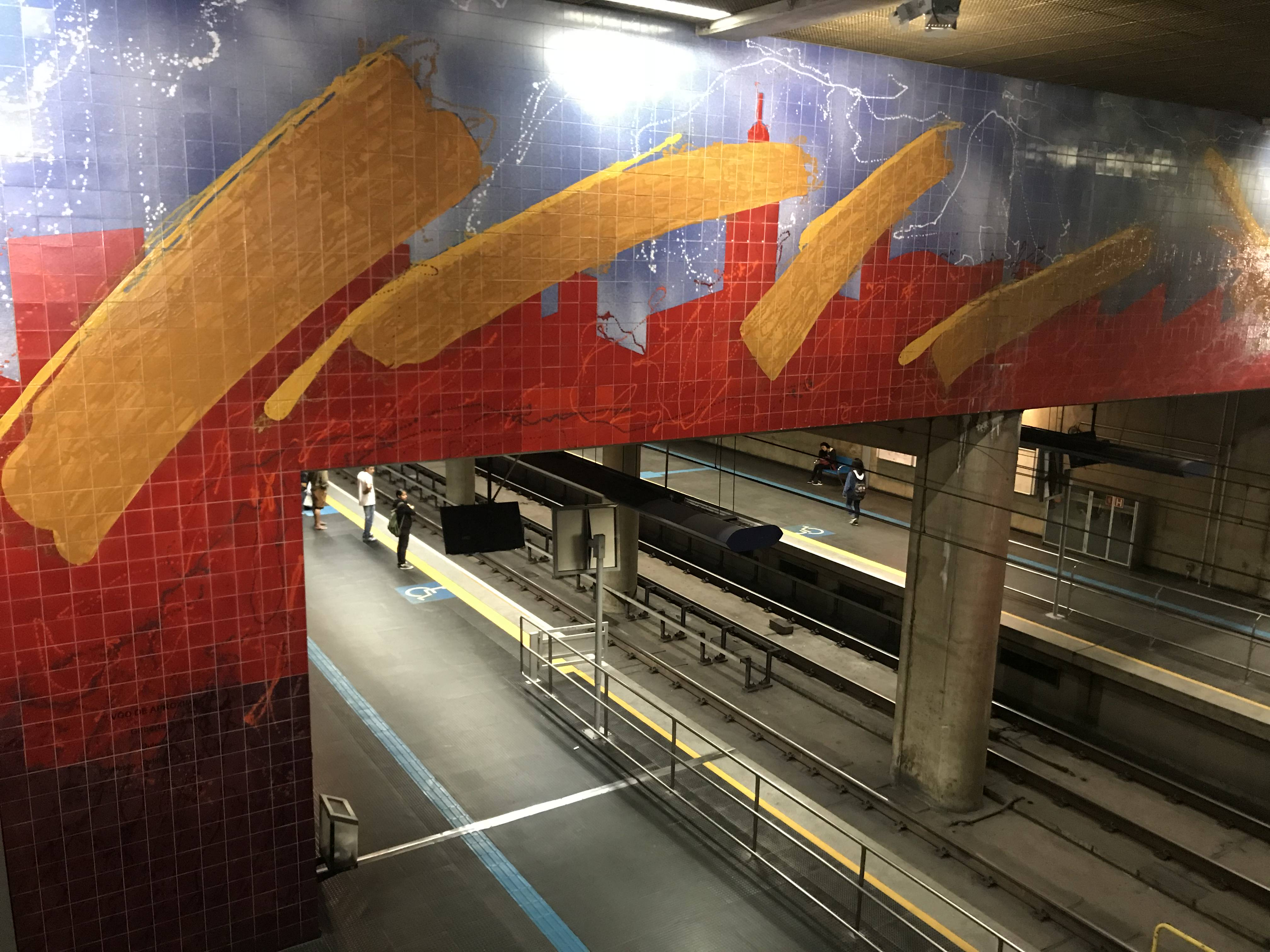
Obra Voo de Aproximação na Estação Largo Treze, São Paulo

Gilberto Orcioli Salvador formou-se em arquitetura em 1969 pela Faculdade de Arquitetura e Urbanismo da Universidade de São Paulo (FAU/USP), onde mais tarde atuou como professor.
Paralelamente aos estudos universitários, dedicou-se à pintura e ao desenho. Expôs individualmente, pela primeira vez, em 1965, na Galeria de Arte do Teatro de Arena em São Paulo.
Foi premiado com a medalha de ouro no Salão de Arte Contemporânea, Campinas, em 1967, e, nas edições de 1969 e 1970, com o prêmio aquisição.
Em 1978, participou da 1ª Bienal Latino-americana de São Paulo, na Fundação Bienal.
Participou de várias edições da Bienal Internacional de São Paulo, e entre suas principais mostras individuais destacam-se duas exposições no MASP, em 1985 e 1995.
Em 1999, a escultura Vôo de Xangô foi instalada na estação Jardim São Paulo (Metrô de São Paulo) e, no mesmo ano, passou a presidir a Fundação Gilberto Salvador, em São Paulo.
O crítico de arte Jacob Klintowitz publicou dois livros sobre o trabalho do artista: História Natural do Homem Segundo Gilberto Salvador (1985), e Gilberto Salvador — o Reino Interior, de 2001.

## Exposições individuais[2]
- 2008 – Zíper Vallvé, Vallvé, São Paulo, SP
- 2008 - Esculturas Contemporâneas, Marina Velrome, Angra dos Reis, RJ
- 2007 - Reconstruções, Almacén Galeria de Arte, São Paulo, SP
- 2006 - Reflexões Visuais, Galeria de Arte do SESI, Espaço Cultural da FIESP, São Paulo, SP.etc
- 2005 - Rioja, Múltipla Galeria de Arte, São Paulo, SP
- 2004 - Confraria das Artes, Florianópolis, SC
- 2004 - Fundação Cultural Alice Seiler, Curitiba, PR
- 2004 - Trajetória / Femina, Galeria Ricardo Camargo, São Paulo, SP
- 2003 - Secretaria da Cultura de Ilha Bela, São Paulo, SP
- 2001 - O Reino Interior, Pinacoteca do Estado de São Paulo
- 2001 - O Reino Interior, Galeria de Arte Carlo Barbosa, Feira de Santana, BA
- 2001 - O Reino Interior, Museu Alfredo Andersen, Curitiba, PR
- 2001 - Memórias Visuais, Galeria de Arte Fralett e Rubbo, Curitiba, PR
- 2001 - Memórias Visuais, Art Galeria Mara Dolzan, Campo Grande, MS
- 2001 - Memórias Visuais, Prova do Artista, Salvador, BA
- 1998 - A Guilhotina N’Água, Galeria Aloísio Cravo, São Paulo, SP
- 1996 - 30 Anos de Pintura, Fraletti Rubbo Galeria de Arte, Curitiba, PR
- 1995 - 30 Anos de Pintura, Museu de Arte de São Paulo (MASP), São Paulo, SP
- 1995 - Espaço Cultural Monte Líbano, São Paulo, SP
- 1994 - A2 Agência de Arte, São José do Rio Preto, SP
- 1991 - Prova do Artista, Salvador, BA
- 1991 - Galeria de Arte da Associação de Engenheiros e Arquitetos de Santos, São Paulo, SP
- 1989 - Série Moedas, Dan Galeria, SP
- 1989 - Lê Cocar Bresilien, Brasil Inter Art Galerie, Paris, França
- 1988 - Bolsa de Arte de Porto Alegre, RS
- 1988 - Prova do Artista, Salvador, BA
- 1988 - La Galleria, Brasília, DF
- 1988 - Óde ao Canto da Sereia, Mary Ortiz Escritório de Arte, São Paulo, SP
- 1987 - Museu Histórico e Cultural de Jundiaí Solar do Barão, Jundiaí, SP
- 1987 - Brasil Inter Art Galerie, Paris, França
- 1986 - Galeria Artenossa, Londrina, PR
- 1986 - Impulsos, Dan Galeria, São Paulo, SP
- 1986 - Do gôsto ao gôsto au gôut al gusto, São Paulo, SP
- 1985 - Ulieno Galeria de Arte, Ribeirão Preto, SP
- 1985 - Escritório de Arte da Bahia, Salvador, BA
- 1985 - História Natural do Homem Segundo Gilberto Salvador, Museu de Arte de São Paulo (MASP), São Paulo, SP
- 1985 - Paulo Figueiredo Galeria de Arte, São Paulo, SP
- 1985 - Kraft Escritório de Arte, Porto Alegre, RS
- 1984 - Galeria Suzana Sassoun, São Paulo, SP
- 1984 - Galeria Artenossa, Londrina, PR
- 1984 - Pitanga do Amparo Arquitetura e Arte, São Paulo, SP
- 1983 - Galeria do Sol, São José dos Campos, SP
- 1983 - Galeria Artescultura, São Paulo, SP
- 1983 - Estúdio A. Ronda - Vitrais - São Paulo, SP
- 1983 - AM Niemayer Artinteriores, Rio de Janeiro, RJ
- 1983 - Kraft Escritório de Arte, Porto Alegre, RS
- 1982 - Cades Galeria de Arte, Santos, SP
- 1982 - ELF Galeria de Arte, Belém, PA
- 1982 - Itaugaleria, Ribeirão Preto, São Paulo, SP
- 1982 - Studio Linda Conde - Álbum Cantárida - Gravuras - São Paulo, SP
- 1982 - Galeria Paulo Prado, São Paulo, SP
- 1981 - Paulo Figueiredo Galeria de Arte, São Paulo, SP
- 1981 - Spazio Pirandello, São Paulo, SP
- 1980 - Galeria Salamandra, Porto Alegre, RS
- 1980 - Galeria Oscar Seraphico, Brasília, DF
- 1980 - Galeria Bonino, Rio de Janeiro, RJ
- 1979 - Museu de Arte Popular de Mato Grosso (MACP) Cuiabá, MT
- 1979 - Cades Galeria de Arte, Santos, SP
- 1979 - Galeria Projecta, São Paulo, SP
- 1978 - Galeria Bric a B’Arte - Desenhos, São Paulo, SP
- 1978 - Galeria O Cavalete, Salvador, BA
- 1977 - Galeria Oscar Seraphico, Brasília, DF
- 1976 - Arte Agora I / Brasil 70-75- MAM, Rio de Janeiro, RJ
- 1976 - Galeria Arte Global, São Paulo, SP
- 1975 - Galeria Paulo Prado, SP
- 1966 - Artécnica Galeria, São Paulo, SP
- 1965 - Galeria do Teatro de Arena, São Paulo, SP

## Exposições coletivas
- 2009 - "Dois Tempos", AC Galeria de Arte, São Paulo, SP
- 2009 – “La Estratégia de la Forma - Esculturas en Acero”, Museo de Arte Contemporâneo de Monterrey, Monterrey Mexico
- 2008 – “Arte 83 – Peso e Volume”, Museu de Arte Contemporânea de Campinas José Pancetti, Campinas, SP
- 2007 - “Artistas Arquitetos”, Prova do Artista Galeria de Arte, Salvador, BA
- 2006 - “Olha a Bola! Copa do Mundo 2006”, Shopping Center Light, São Paulo, SP
- 2005 - “Pequenas Grandes Obras”, Cultural Blue Life, São Paulo, SP / Pinacoteca Municipal de Atibaia, SP / Centro Permanente de Exposições de Guarulhos, SP / Sala Multimeios, Jundiaí, SP. *2005 - “Dom Quixote na Panamericana”, Escola de Arte e Design Panamericana, São Paulo, SP
- 2005 - “Caderno de notas - Vlado, 30 anos”, Estação Pinacoteca do Estado de São Paulo, SP
- 2005 - “Visualidade / Técnicas”, Instituto Cervantes, São Paulo, SP
- 2004 - “Novas Aquisições”, Fundação Armando Álvares Penteado/FAAP, São Paulo, SP
- 2004 - Fundação Cultural Alice Seiler, Blumenau, SC
- 2004 - “Arte & Artistas – Grupo Guanabara”, MASP – Centro/Galeria Prestes Maia, São Paulo, SP *2004 - 22ª Exposição de Artista Contemporâneos, Sociarte, São Paulo, SP
- 2003 - Parque Escultórico de São Sebastião, São Sebastião, SP
- 2003 - “Arte & Artistas – Grupo dos 19”, MASP – Centro/Galeria Prestes Maia, São Paulo, SP
- 2002 - “México Imaginário“, Casa das Rosas, São Paulo, SP
- 2002 - Brazilian Art, Voltre Galerie, Rio de Janeiro, RJ
- 2001 - Arte e Tecnologia, Galeria Visual, Brasília, DF
- 2001 - Leilão Beneficente Felasp, São Paulo, SP
- 2001 - “Exposições agosto 2001”, Secretaria da Cultura Governo do Estado do Paraná, PR
- 2000 - Encontro com a Arte, Espaço Cultural Cristal, São Paulo, SP
- 2000 - Coletiva do Milênio, Bahiarte Galeria de Arte, Londrina, PR
- 2000 - O Bardi dos Artistas, Memorial da América Latina, São Paulo, SP
- 2000 - Arte e Tecnologia, Museu de Arte de Santa Catarina, Florianópolis, SC
- 2000 - Arte e Tecnologia, House Garden, São Paulo, SP
- 2000 - Arte e Tecnologia, House Garden, Rio de Janeiro, RJ
- 1999 - “A Ressacralização da Arte”, SESC Pompéia, SP
- 1999 - XXXI Exposição de Arte Contemporânea Brasileira, Chapel Art Show, São Paulo, SP
- 1999 - XVIII Exposição Coletiva da Sociarte, Clube Monte Líbano, São Paulo, SP
- 1999 - “O Gesto Consolidado”, Galeria de Arte Fraletti e Rubbo, Curitiba, PR
- 1999 - I Exposição Leilão de Arte, Museu de Arte Moderna da Bahia, BA
- 1998 - Museu de Arte Brasil-Estados Unidos - MABEU, Belém, PA
- 1998 - “Causa Sonora”, Galeria de Arte A Hebraica, São Paulo, SP
- 1998 - Bahiarte, Londrina, PR
- 1996 - Off Bienal Um – Museu Brasileiro de Escultura, São Paulo, SP
- 1996 - II Festival de Artes Visuais do Pelourinho, Salvador, BA
- 1996 - Arte no Natal, São Paulo, SP
- 1995 - “Arte em Painéis de Cerâmica”- Casa de Cultura de Santo Amaro, São Paulo, SP
- 1994 - Espaço Delinea de Arte em Cerâmica, São Paulo, SP
- 1994 - “Unidade e Conforto”, 30m Retratos de Artistas, Escola Panamericana de Arte, São Paulo, SP
- 1994 - Fraletti Rubbo Galeria de Arte, Curitiba, PR
- 1993 - “Rodearte”, Barretos, SP
- 1992 - Brasilian Kunst Art – Landesbank Galerie, Munique e Stutgart, Alemanha
- 1992 - “Futebol”, Pinacoteca do Estado de São Paulo, São Paulo, SP
- 1991 - Galeria de “A Hebraica”, São Paulo, SP
- 1991 - Latin Art Gallerie, Nagoya, Japão
- 1991 - “Artistas Arquitetos” - MASP, São Paulo, SP
- 1991 - Contemporary Brazilian Art, Arizona, EUA
- 1990 - Securit, Museu da Imagem e do Som - MIS, São Paulo, SP
- 1990 - XXIII Exposição de Arte Contemporânea, Chapel Art Show, São Paulo, SP
- 1989 - Barcelona Art Forum (BIAF), Barcelona, Espanha
- 1989 - “Brasilianke Billedrytmer – The Rhytms of Brazilian Art”, Charlottenborg, Dinamarca
- 1989 - Exposição de Arte Ecológica, Instituto Histórico e Cultural 500 Cristobão Colombo, Montevideo, Uruguai
- 1988 - “Os Ritmos e as Formas” - SESC, São Paulo, SP
- 1988 - “Juréia”, Galeria de Arte Sadalla, São Paulo, SP
- 1988 - “100 Anos de Villa Lobos” - Galerie Brasil Inter Art, Paris, França
- 1987 - “18 Contemporâneos” Dan Galeria, São Paulo, SP
- 1987 - “Paulistas em Brasília”, Museu de Arte de Brasília, DF
- 1987 - “A Pintura como Ofício” - SESC Pompéia, São Paulo, SP
- 1987 - “15 Anos de Exposição de Belas Artes Brasil-Japão”, Fundação Mokiti Okada, São Paulo, SP 1986 - Galeria Studio Domus, São Paulo, SP
- 1986 - “Ecologia”, Espaço Cultural Petrobrás, RJ
- 1986 - “Futebol”, Cidade do México, México
- 1985 - “Destaque da Pintura Contemporânea Brasileira” - Museu de Arte Moderna, São Paulo, SP *1985 - “Artistas Brasileiros”, Escritório de Arte da Bahia, BA
- 1984 - “Natureza” - Galerias Rubaiyat, São Paulo, SP
- 1983 - “Panorama Atual da Arte Brasileira” - Museu de Arte Moderna, São Paulo, SP
- 1983 - “Palmeira”, Alberto Bonfiglioli, São Paulo, SP
- 1983 - “Releitura” – Pinacoteca do Estado de São Paulo, SP
- 1983 - Kraft Escritório de Arte, Porto Alegre, RS
- 1983 - Babelidus, São Paulo, SP
- 1983 - Colégio São Marcos, São Paulo, SP
- 1983 - A. Ronda Escritório de Arte, São Paulo, SP
- 1983 - Arte na Rua, MAC São Paulo, SP
- 1983 - Galeria Madison, São Paulo, SP
- 1982 - Paulo Figueiredo Galeria de Arte, São Paulo, SP
- 1981 - Arquiteto/Arquiteto Plástico, MAC Campinas, SP
- 1981 - Securit, São Paulo, SP
- 1981 - V Exposição de Belas Artes Brasil-Japão, Fundação Messiânica, São Paulo, SP
- 1981 - “10 Artistas Brasileños”, Museu de Arte Moderna de Bogotá, Colômbia
- 1980 - Prefeitura Municipal de Pelotas, RS
- 1980 - Centro Campestre do SESC V, São Paulo, SP
- 1979 - Panohttps://pt.wikipedia.org/wiki/Museu_de_Arte_e_Cultura_Popularrama de Arte Atual Brasileira, Museu de Arte Moderna – MAM, SP
- 1979 - Projecta Galeria de Arte, São Paulo, SP
- 1979 - Fundació Joan Miró, Barcelona, Espanha
- 1979 - Galeria de Arte do SESI, São Paulo, SP
- 1979 - O Desenho como Instrumento – Pinacoteca do Estado de São Paulo, SP
- 1978 - 15 Jovenes Artistas del Brasil, Museu de Arte Moderno de Buenos Aires, Argentina
- 1978 - 15 Jovens Artistas do Brasil, Museu de Arte Brasileira – FAAP, São Paulo, SP
- 1978 - Sinwal Art, Fortaleza, CE
- 1978 - 10 Artistas Jovenes de San Pablo, Montevideo e Punta del Este, Uruguai
- 1978 - Projecta Galeria de Arte, São Paulo, SP
- 1977 - Projecta Galeria de Arte, São Paulo, SP
- 1977 - Panorama de Arte Atual Brasileira – Desenho e Gravura, MAM São Paulo, SP
- 1977 - Petite Galerie, Leilão de Arte, Rio de Janeiro, RJ
- 1977 - Pontos de Vista 2 – Prefeitura Municipal de São Caetano do Sul, SP
- 1976 - Grifo Galeria de Arte, São Paulo, SP
- 1976 - Onze Artistas Brasileiros, Montevidéu e Punta del Este, Uruguai
- 1976 - Panorama de Arte Atual Brasileira – Pintura, Museu de Arte Moderna de São Paulo, SP
- 1976 - Arte Agora I / Brasil 70-75 – Museu de Arte Moderna do Rio de Janeiro, RJ
- 1976 - Arte Brasileira os Anos 60/70 – Coleção Gilberto Chateaubriand, Museu de arte Moderna da Bahia, Salvador, BA / Casarão de João Alfredo, Recife, PE / Fundação Cultural do Distrito Federal, Brasília, DF
- 1976 – Grifo Galeria de Arte, São Paulo, SP
- 1975 - “Arte e Pensamento Ecológico” – Câmara Municipal de São Paulo, Palácio Anchieta, SP
- 1969 - Paço das Artes, São Paulo, SP
- 1967 - Galeria de Arte do Cine Belas Artes, São Paulo, SP
- 1966 - Teatro de Arena, São Paulo, SP
- 1964 - Galeria da Associação Cristã de Moços, São Paulo, SP

## Participação em bienais
- 2005 - 3ª Bienal de Arte e Cultura “Diálogos”, Jaboticabal, SP
- 2005 - II Bienal de Arte Internacional de Beijing, Beijing, China
- 1998 - XI Bienal Iberoamericana de Arte, México
- 1986 - II Bienal Internacional de Havana, Havana, Cuba
- 1983 - Bienal Iberoamericana de Arte, México
- 1979 - IV Bienal de San Juan del Grabado Latinoamericano y del Caribe, Instituto de Cultura Puertorriquenha, San Juan, Porto Rico
- 1978 - I Bienal Latino Americana de São Paulo, Prédio da Bienal, São Paulo, SP
- 1977 - XIV Bienal Internacional de São Paulo, São Paulo, SP
- 1969 - X Bienal do Museu de Arte Moderna de São Paulo, São Paulo, SP
- 1967 - IX Bienal Internacional de São Paulo, São Paulo, SP

## Participação em salões
- 1992 - Salão de Artes de Jundiaí, Jundiaí, SP
- 1980 - III Salão Nacional de Artes Plástica, São Paulo, SP
- 1980 - II Salão Brasileiro de Artes, Fundação Messiânica do Brasil, São Paulo, SP - Prêmio Aquisição
- 1980 - I Salão Paulista de Artes Plásticas e Visuais, Fundação Bienal, São Paulo, SP - Prêmio Aquisição
- 1982 - V Salão Nacional de Artes Plásticas, Museu de Arte Moderna - MAM, Rio de Janeiro, RJ - Menção Honrosa
- 1979 - Salão de Arte Contemporânea, São José dos Campos, SP - Prêmio Aquisição
- 1978 - III Salão Nacional de Artes Plásticas, FUNARTE Porto Alegre, Porto Alegre, RS
- 1976 - VII Salão Paulista de Arte Contemporânea, Paço das Artes, São Paulo, SP - Menção Honrosa 1975 - Salão do Jornal do Brasil, Museu de Arte Moderna - MAM, Rio de Janeiro, RJ
- 1975 - VI Salão Paulista de Arte Contemporânea, Paço das Artes, Secretaria da Cultura, Ciência e Tecnologia, São Paulo, SP - Menção Honrosa
- 1975 - VIII Salão de Arte Contemporânea – Gravura, Fundação das Artes de São Caetano do Sul, São Caetano do Sul, SP
- 1974 - IX Salão de Arte Contemporânea de Campinas - Desenho Brasileiro, Campinas, SP
- 1970 - VI Salão de Arte Contemporânea de Campinas, Museu de Arte Contemporânea – MAC, Campinas, SP - Prêmio Aquisição
- 1969 - III Salão Jovem de Arte Contemporânea, Museu de Arte Contemporânea - MAC-USP, São Paulo, SP
- 1969 - V Salão de Arte Contemporânea de Campinas, Museu de Arte Contemporânea – MAC, Campinas, SP - Prêmio Aquisição
- 1968 - XVII Salão Paulista de Arte Moderna, São Paulo, SP
- 1968 - Salão de Arte Contemporânea de São Caetano do Sul, São Caetano do Sul, SP
- 1968 - I Salão de Arte Moderna de Santos, Santos, SP - Prêmio Aquisição
- 1967 - XVI Salão de Arte Moderna de São Paulo, São Paulo, SP
- 1967 - III Salão de Arte Contemporânea de Campinas, Museu de Arte Contemporânea – MAC, Campinas, SP - Pequena Medalha de Ouro
- 1967 - I Salão Jovem de Arte Contemporânea, Museu de Arte Contemporânea - MAC-USP, São Paulo, SP
- 1966 - II Salão de Arte Contemporânea de Campinas, Museu de Arte Contemporânea – MAC, Campinas, SP
- 1966 - Salão da Época, Porto Alegre, Porto Alegre, RS - Medalha de Ouro
- 1965 - I Salão de Arte Contemporânea de Campinas, Museu de Arte Contemporânea – MAC, Campinas, SP

## Premiações[8]
- 1966 - Medalha de Ouro - Salão da Época, Porto Alegre, RS.
- 1967 - Pequena Medalha de Ouro - III Salão de Arte Contemporânea de Campinas, SP.
- 1968 - Prêmio Aquisição - I Salão de Arte Moderna de Santos, SP.
- 1969 - Prêmio Aquisição - V Salão de Arte Contemporânea de Campinas, SP.
- 1970 - Prêmio Aquisição - VI Salão de Arte Contemporânea de Campinas, SP.
- 1975 - Menção Especial - VI Salão Paulista de Arte Contemporânea - Secretaria de Cultura, Ciência e Tecnologia, SP.
- 1976 - Menção Honrosa - VII Salão Paulista de Arte Contemporânea, Paço das Artes, São Paulo, SP .
- 1979 - Prêmio Aquisição - Salão de Arte Contemporânea de São José dos Campos, SP.
- 1980 - Prêmio Aquisição - I Salão Paulista de Artes Plásticas e Visuais, SP.
- 1981 - Prêmio Aquisição - II Salão Brasileiro de Artes, Fundação Messiânica do Brasil, SP.
- 1982 - Menção Honrosa - V Salão Nacional de Artes Plásticas - MAM, RJ.

## Obras em acervo público
- Museu da Arte Contemporânea de Brasília, Brasília, DF
- Museu de Arte Brasileira - Fundação Armando Álvares Penteado – MAB-FAAP, São Paulo, SP
- Museu de Arte Contemporânea de Campinas - MAC, Campinas, SP
- Museu de Arte de São Paulo - MASP, São Paulo, SP
- Museu de Arte Moderna – MAM, São Paulo, SP
- Museu Afro Brasil, São Paulo, SP
- Palácio do Governo do Estado de São Paulo, São Paulo, SP
- Pinacoteca do Estado de São Paulo, São Paulo, SP
- Museu de Arte Contemporânea de Londrina, PR
- Biblioteca Mario de Andrade, SP
- Museu de Arte Contemporânea - MAC-USP, São Paulo, SP
- “Vôo de Xangô”, Companhia Metropolitana de São Paulo – Metro, Estação Jardim São Paulo, São Paulo, SP
- Painel Cerâmico, Companhia Metropolitana de São Paulo, Largo 13, São Paulo, SP
- “Oxum Obalá”, Parque Escultórico de São Sebastião, São Sebastião, SP
- “Pendulus”, Engevix Engenharia S.A., Tamboré, SP
- “Manilha Vermelha”, Fundação Instituto de Ensino para Osasco – UNIFIEO, São Paulo, SP
- Museu de Arte Brasil-Estados Unidos – MABEU, Belém, PA
- Museu de Arte de Santa Catarina, Florianópolis, SC
- Edifício Gilberto Salvador, Construtora Setin, Vila Olímpia, São Paulo, SP
- Serviço Social do Comércio – SESC Vila Mariana e Itaquera
- "Ziper concha" - Cinemateca Brasileira - São Paulo, SP